# バンダナ

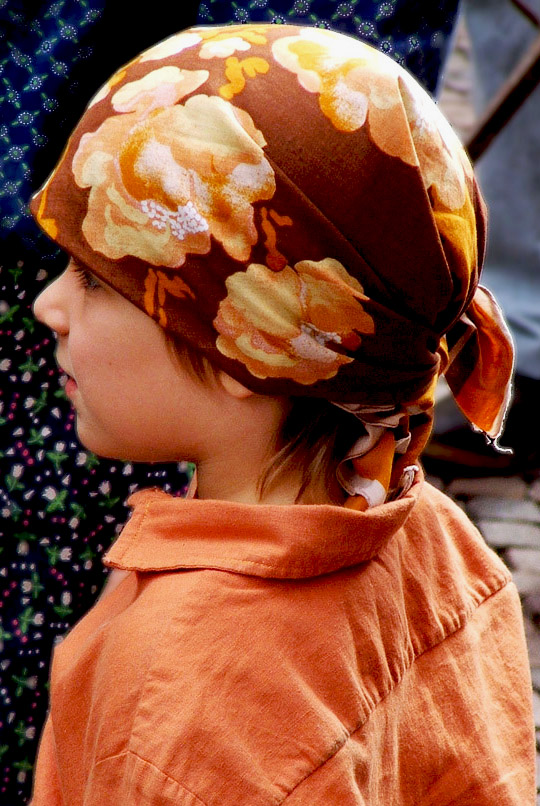
頭にバンダナを着用した少女。

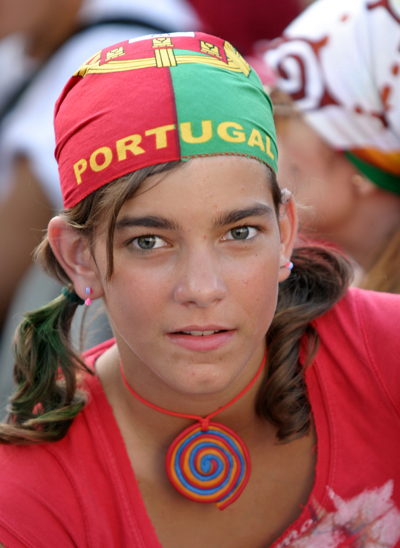
バンダナを巻いた女性

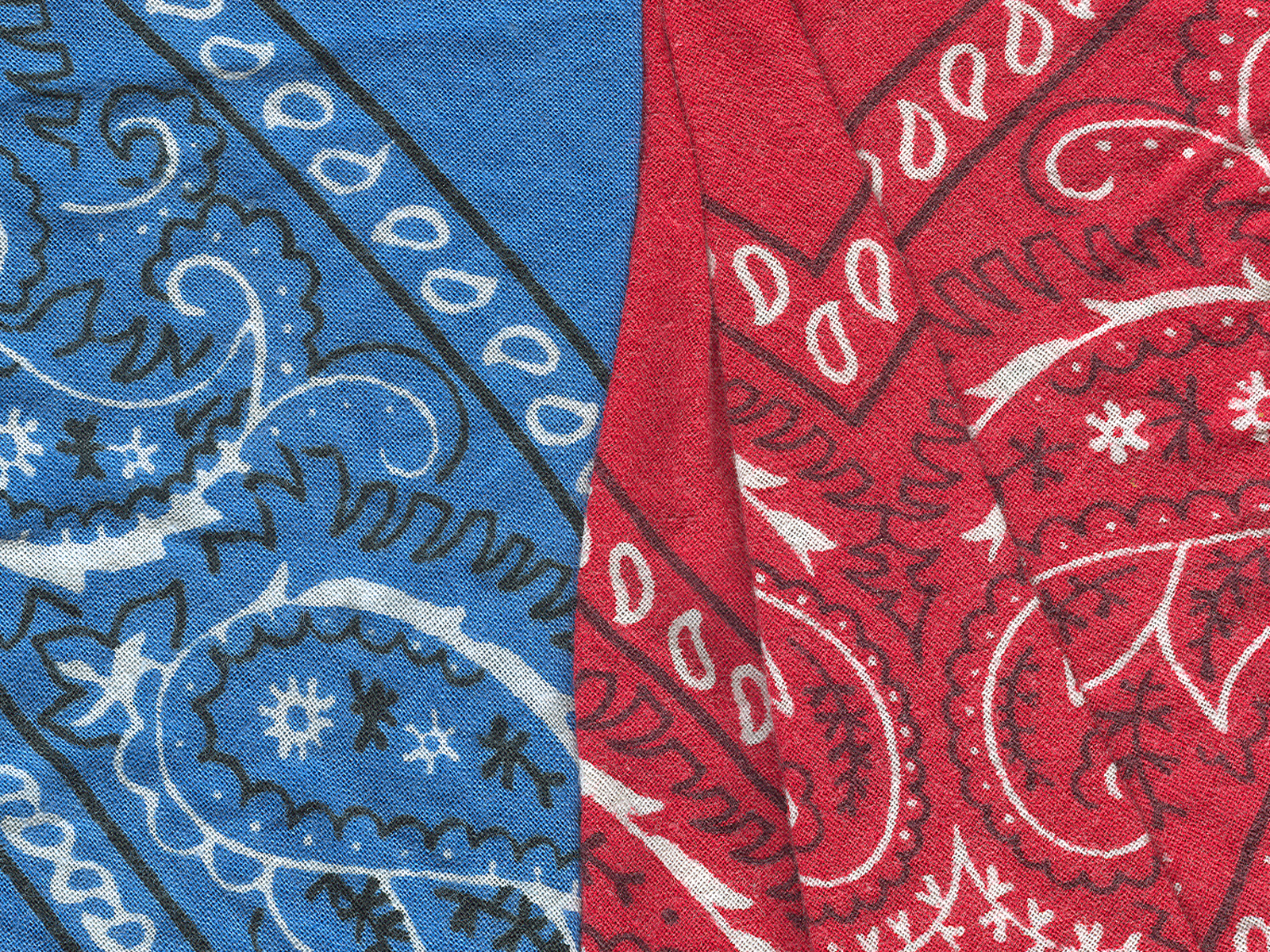
一般的なペイズリー柄

バンダナ (Bandana, Bandanna) は、絞り染めや更紗模様で染めた木綿のカーチフ (Kerchief)である。ヒンディー語の絞り染めを意味する「バンドゥヌ」(Bandhnu) が語源である。

## 概要
頭部に巻きつけて使用する他、特にアメリカの肉体労働者には首に巻いたり手や汗を拭く用途などにも用いられるが、日本語の場合、同じものでも首に巻く用途ではスカーフ、手や汗を拭く用途ではハンカチと呼ばれバンダナとは区別される。
頭部に着用する場合、昔の海賊のようにすっぽりと全体を覆ったり、また二つ折りにして三角巾のように用いたり、細長く鉢巻き状に使う場合もある。
バンダナの場合、約50cm四方の正方形が基本であるが、より大判のものや手ぬぐいのように横長のものも存在する。また、頭の形に合わせて裁断され縫い上げられ、帯で締める「バンダナキャップ」と呼ばれる、その名のとおりキャップとバンダナの中間的なものも存在し、主にバイク乗りなどヘルメットを着用する者に愛用されている。代用として手拭やタオルを使う人もいる。

## ファッションアイテムとして
ロックミュージシャンの着用が挙げられる。今も愛用しているアーティストではキース・リチャーズや、世良公則、真島昌利など。
HIPHOP歌手やレゲエ歌手なども着用している。その中で多いのが、まずバンダナを帯状にして頭に巻き、NEW ERA社製などの野球帽をその上から着用するスタイルである（ジェロなど）。
音楽プロデューサーの宮路一昭も野球帽の下にバンダナを着用している。
1981年頃には、片岡鶴太郎が近藤真彦の物真似（『オレたちひょうきん族』の「ひょうきんベストテン」）で、バンダナを着用し人気を博した。
1990年代には、カラーギャングが着用するファッションアイテムの一つともなった。
日本のおたく層（アキバ系など）が頭にバンダナ（主に赤や迷彩柄）をしている事が多いという指摘がある。しかし、実際には、ごく一部でしかそういった現象は無いという意見もある。